# 2MASS J00025097+2454141
2MASS J00025097+2454141 ist ein Brauner Zwerg im Sternbild Pegasus. Er wurde 2006 von Kuenley Chiu et al. entdeckt. 2MASS J00025097+2454141 gehört der Spektralklasse L5,5 an.